# István Pisont
István Pisont (* 16. Mai 1970 in Orosháza) ist ein ehemaliger ungarischer Fußballspieler und Trainer.

## Karriere
István Pisont kam 1998 zur Eintracht aus Frankfurt, nachdem er zuvor bei Honvéd Budapest, beim belgischen Verein RSC Charleroi und beim israelischen Club Beitar Jerusalem unter Vertrag stand. Für die Hessen absolvierte er in der Saison 1998/99 17 Spiele in der Bundesliga sowie zwei Spiele im DFB-Pokal. Nach einem Jahr in Deutschland kehrte er zurück nach Israel, bevor er 2003 in die ungarische Heimat zurückging. 2014/15 trainierte Pisont die ungarische U-19-Nationalmannschaft und von 2015 bis 2017 war er Co-Trainer von Diósgyőri VTK.